# Albernoa
Albernoa est une ancienne paroisse civile portugaise (en portugais : freguesia) de la municipalité de Beja dans le district du même nom en Alentejo.
La loi no 11-A/2013 du 28 janvier 2013, portant réorganisation administrative du territoire des freguesias, fusionne Albernoa avec la paroisse voisine de Trindade pour former l’União das freguesias de Albernoa e Trindade (dont le siège est à Albernoa).